# Lista siglelor folosite de FCU Fotbal Club

##### Patronii și echipele
Fotbal Club Universitatea Craiova si derivatele acestuia  sunt numele sub care au activat, pe rând, mai multe societăți pe acțiuni(SA), detinute si pasate de la unul la altul de următorii oameni de afaceri : securistul George Constantin Păunescu , "Regele margarinei" George Ilinca, "groparul" Dinel Staicu, Gheorghe Nețoiu și ultimul dar nu cel din urmă, Adrian Mititelu.
Singurele lucruri pe care aceste entităti le aveau in comun au fost lotul de jucatori si contractele mutate de pe o firmă pe alta, cât și locul de primă ligă, toate acestea fiind cedate gratuit firmei "urmașe", acest procedeu scăpând viitoarea firmă de datoriile predecesoarei. Pe internetul larg se pot găsi următoarele societăti:
- UNIVERSITATEA CLUB FOTBAL SA, SA din 1997 a lui Staicu.
- FOTBAL CLUB U CRAIOVA SA, SA din 2002, înființată de Staicu, astăzi pe numele lui Mititelu, cea preluată de acesta în 2005 și trimisă în faliment la Curtea de Apel Brașov, pe 18 septembrie 2014.
- FC U CRAIOVA SA, SA din 2006, cea cu care Mititelu a șters fostele datorii și pe care a activat echipa în sezonul 2013-14.

- FCU 1948 CRAIOVA FOTBAL CLUB SA, SA din 2013, dar înscrisă în fotbal abia în 2017, ultima din listă ( doar pentru moment, se întrevede o nouă SA deschisă de Mititelu, FOTBAL CLUB UNICA CRAIOVA SA ).

##### Premisa
Deoarece procedura și actele semnate de patronii de fotbal din perioada anilor 90 si 2000 erau defectuoase și omiteau cu intregime transferarea palmaresului sau identității clubului precedent către succesor, singurele lucruri într-adevăr transmise fiind lotul de jucători și locul din campionat. Această procedură este metoda standard aplicată acelei vremi, fiind utilizată de mai toate cluburile mari de fotbal, un exemplu clar fiind conflictul CSA Steaua București-FC Fcsb SA, unde, în urma proceselor întinse pe mai mulți ani, s-a decis că "CSA" deține palmaresul până in 2003, iar FC Fcsb nu poate emite pretenții la activitatea sportivă din anii 1998-2003, deoarece în actele folosite în 2003 pentru a prelua activele societății AFC Steaua București, separate în 1998 de "CSA" și de Ministerul Apărării, nu se regăsește nimic despre palmares sau rezultatele precedente ale echipei, ci doar locul din campionat și lotul de jucători, "AFC" rămănând o entitate separată de succesoarea sa.  
Astfel, procedurile aplicate de foștii patroni de fotbal din Craiova fiind probabil identice, putem presupune că și în cazul Craiovei entitățile precedente au rămas separate, însă în lipsa unui proces care să scoată la iveală toate actele și tot adevărul, nimic nu poate fi sigur.

##### Lista cu sigle
Obiectul acestei pagini îl reprezintă numărul impresionant de sigle folosite de "FCU" de-a lungul timpului, toate incercându-se a fi copii ale siglei originale a Universității Craiova.
Fără prea multe prezentări, lista începe cu:
- Sigla din anul 1996 Arhivat în 28 septembrie 2023, la Wayback Machine.
- Variantă a celei precedente, dar cu un tricolor suprapus
- Sigla 1999-2000 Arhivat în 28 septembrie 2023, la Wayback Machine.
- Sigla 2002
- Sigla folosită în perioada 2005-2010, cât si în reîncercarea din 2013-14, o încercare de copiere a celei originale, folosită în paralel cu aceasta .
- Sigla nefolosită în 2011 din cauza inactivității sportive.
- Mai multe sigle înscrise de Adrian Mititelu la OSIM
- Sigla folosită în 2017 Arhivat în 28 septembrie 2023, la Wayback Machine., mai exact aceasta
- Sigla din 2018, folosită după ce instanțele de judecată i-au anulat toate celelalte mărci.
- Sigla din 2020, folosită după ce instanțele de judecată au decis că CS Universitatea Craiova are drept unic de folosire al titulaturii "Universitatea Craiova", drept răspuns Mititelu redenumind  echipa "Fotbal Club Universitatea". O altă variantă, aceasta, nu a fost folosită.
- Sigla în formă de "U", folosită din 2021 drept variantă de rezervă în cazul anulării siglei mai sus numite. Aceasta a dat naștere unei alteia.
- Sigla bariton, ieșită la iveală pe 3 Septembrie 2023, după ce echipa a fost forțată de către o nouă decizie judecătorească să își schimbe denumirea și sigla, noul nume fiind " FCU 1948 CRAIOVA FOTBAL CLUB SA".
- Alte sigle nefolosite, dar înregistrate de Adrian Mititelu fiind: [1][2]